# مؤسسة مدينة نيويورك للصحة والمستشفيات

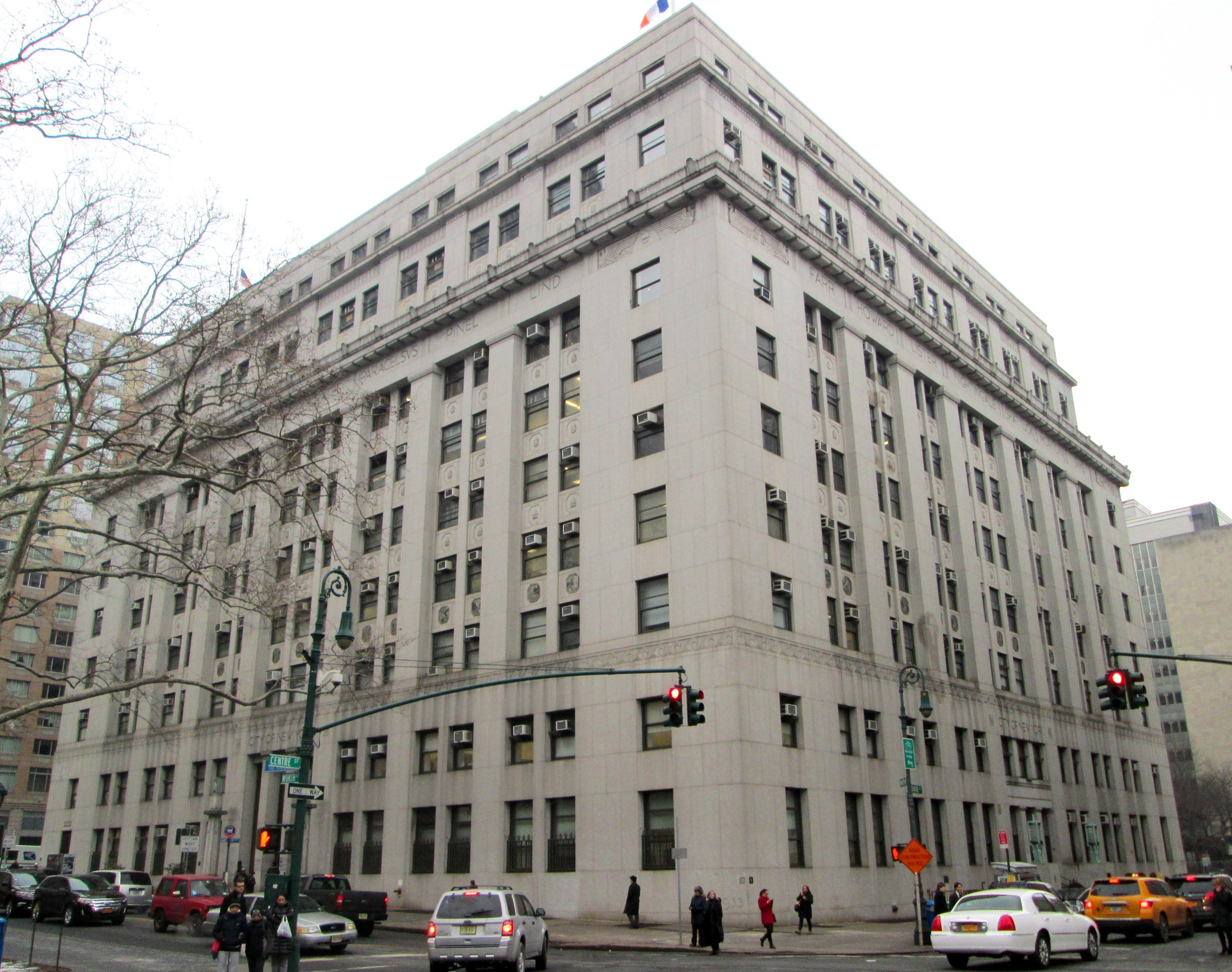
125 شارع وورث، المقر الرئيسي لـ HHC ووزارة الصحة والنظافة العقلية في مدينة نيويورك ووزارة الصرف الصحي

تدير مؤسسة الصحة والمستشفيات في مدينة نيويورك (بالإنجليزية: NYC Health + Hospitals)، والمعروفة رسميًا باسم (New York City Health and Hospitals Corporation HHC)، المستشفيات والعيادات العامة في مدينة نيويورك كشركة ذات منفعة عامة. والمؤسسة هي أكبر نظام صحي بلدي في الولايات المتحدة ويضم حوالي 45000 موظف. المهمة الرئيسية هي توسيع نطاق الوصول إلى الرعاية الصحية من خلال شبكتها من مستشفيات الأمان ومراكز الرعاية طويلة الأمد/التأهيل والعيادات الخارجية.
تم إنشاء مؤسسة الصحة والمستشفيات في مدينة نيويورك عام 1969 من قبل الهيئة التشريعية لولاية نيويورك كشركة ذات منفعة عامة. إنها تشبه الوكالة البلدية، ولكنها تمتلك مجلس إدارة.

## تاريخها
في عام 1736، تم تأسيس أقدم مستشفى في المؤسسة، وهو مستشفى بيلفيو، كمركز لعلاج الجدري وغيره من الأمراض المعدية في الطابق العلوي من دار العمل العامة والسجن. تمت تسمية مستشفى بيلفيو رسميًا عام 1825. في مطلع القرن العشرين، اندمجت كلية الطب في جامعة بيلفيو مع كلية الطب الجامعية لتشكلا فيما بعد كلية الطب بجامعة نيويورك.
عام 1920 أسس بيلفيو خدمة الطب النفسي للأطفال، وهو أول برنامج في الولايات المتحدة مخصص لدراسة مرض التوحد لدى الأطفال وتدريب أطباء الطب النفسي للأطفال. يواصل مستشفى بيلفيو حتى يومنا هذا تقديم خدمات طب الأطفال الشاملة وخدمات الطب النفسي المشهورة، بالإضافة إلى خدمات الطوارئ والصدمات المرموقة. تظل بيلفيو المستشفى التعليمي الرئيسي لكلية الطب التابعة لها في جامعة نيويورك. تأسست مستشفيات HHC الأخرى في أواخر القرن التاسع عشر وأوائل ومنتصف القرن العشرين.
عام 1965 أُنشئ برنامجا الرعاية الصحية (ميديكير) والرعاية الصحية (ميديكيد)، وسرعان ما شكلا ما نسبته 86٪ من دخل نظام المستشفيات البلدية. اختار المرضى المؤمن عليهم تأمينخاص استخدام المستشفيات الخاصة، وزاد برنامج ميديكيد من أهليتهم للاستفادة من البرنامج. ونتيجةً لذلك، شهدت مستشفيات مدينة نيويورك انخفاضًا حادًا في أعداد المرضى والتمويل. ووفقًا لدراسة أُجريت عام 1967 بعد عامين فقط، كانت ظروف وجودة الرعاية في المستشفيات العامة في مدينة نيويورك مزرية.
عام 1969 أنشأت ولاية نيويورك هيئة الرعاية الصحية المنزلية (HHC) لتحل محل إدارة مستشفيات المدينة في إدارة مستشفيات المدينة ومرافق الرعاية الصحية الأخرى. أُنشئت هيئة الرعاية الصحية المنزلية كوكالة شبه حكومية لتمكينها من الاستفادة من الإيرادات والتمويل الخاص. مع ذلك، تفاوت الوضع المالي لهيئة الرعاية الصحية المنزلية بشكل دوري منذ تأسيسها، ومرت بفترات من عدم الاستقرار. في يونيو 1970، تولت إدارة مستشفيات المدينة العامة.
مستشفى بيلفيو، أقدم مستشفى عام في الولايات المتحدة، هو أشهر مستشفى في منظومة HHC. وهو المستشفى المخصص لعلاج رئيس الولايات المتحدة وقادة العالم الآخرين في حال مرضهم أو إصابتهم أثناء وجودهم في مدينة نيويورك. خضعت المنظمة لمبادرة إعادة تسمية في نوفمبر 2015، حيث اختصرت اسمها من 40 حرف إلى 19 حرف، ليصبح "صحة + مستشفيات مدينة نيويورك NYC Health + Hospitals".
من عام 2021، أصبحت HHC أكبر نظام رعاية صحية بلدي في الولايات المتحدة بإيرادات سنوية تبلغ 10.9 مليار دولار، وتخدم 1.4 مليون مريض، بما في ذلك أكثر من 475000 من سكان المدينة غير المؤمن عليهم، وتقدم خدمات الترجمة بأكثر من 190 لغة.
يقع المقر الرئيسي للمنظمة في 125 شارع وورث في حي المركز المدني في مانهاتن [الإنجليزية].

## المرافق
تدير مؤسسة الصحة والمستشفيات 11 مستشفى في جميع أنحاء المدينة:
- بيلفيو
- إلمهورست
- هارلم
- جاكوبي
- مقاطعة كينغز
- لينكولن
- المدن الكبرى
- شمال وسط برونكس
- كوينز
- جنوب بروكلين
- وودهول

ايضا تشرف على خمسة مراكز للرعاية طويلة الأمد:
- كارتر
- كولر
- الحاكم
- ماكيني
- إطلالة على البحر

وتشتمل شبكة مؤسسة الصحة والمستشفيات أيضًا على 30 عيادة مجتمعية في جميع أنحاء المدينة تحت اسم Gotham Health.

## الجوائز والمنح

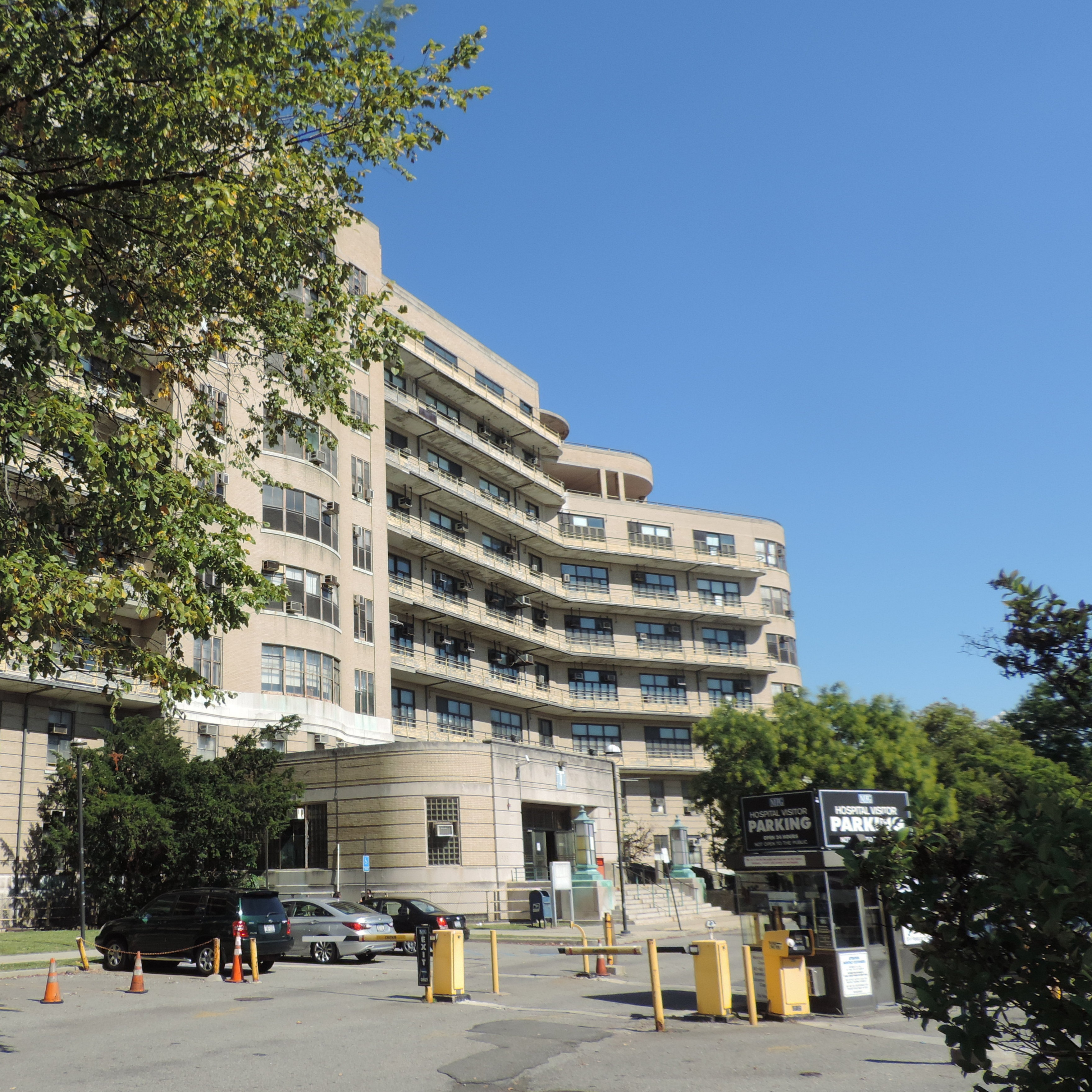
مستشفى تريبورو السابق لمرض السل في مركز مستشفى كوينز

فازت مؤسسة الصحة والمستشفيات بعدد من الجوائز والمنح في السنوات الأخيرة لجودة الرعاية والبرامج المجتمعية المبتكرة. عام 2006، صنفت دراسة أجرتها مراكز الرعاية الطبية والخدمات الطبية الفيدرالية (CMS) جودة الرعاية في HHC من بين الأعلى في مدينة نيويورك في مجالات النوبات القلبية وفشل القلب والالتهاب الرئوي.  وأفادت المؤسسة أنه من بين 50 مستشفى في مدينة نيويورك التي قدمت طواعية بيانات الجودة إلى CMS، احتلت مستشفيات مؤسسة الصحة والمستشفيات سبعة من المراكز التسعة الأولى - وجميعها ضمن المراكز السبعة عشر الأولى - عند الحكم عليها من خلال 10 مقاييس محددة لجودة الرعاية الصحية لعلاج المرضى الذين يعانون من حالات القلب والرئة المهددة للحياة، وأن مستشفى Coney Island في بروكلين حقق المرتبة الأولى بين جميع مستشفيات مدينة نيويورك، العامة أو الخاصة.
في 30 سبتمبر 2008، منحت مراكز السيطرة على الأمراض والوقاية (CDC) المؤسسة منحة قدرها 10 ملايين دولار أمريكي، يديرها المعهد القومي للسلامة والصحة المهنية (NIOSH). تهدف هذه المنحة، التي ستوفر ما يصل إلى 30 مليون دولار أمريكي على مدى ثلاث سنوات، إلى توفير خدمات صحية للسكان غير المستجيبين في مدينة نيويورك المتضررين من هجوم مركز التجارة العالمي. وبموجب هذه المنحة، ستقدم المؤسسة فحوصات طبية واختبارات تشخيصية وإحالة وعلاج للسكان والطلاب وغيرهم من سكان المجتمع الذين تأثروا بشكل مباشر بالغبار والحطام الناجم عن انهيار مباني مركز التجارة العالمي في 11 سبتمبر 2001. وتشمل المنح الأخرى التي مُنحت مؤخرًا للمؤسسة توسيع نطاق الحصول على رعاية حديثي الولادة، وتحسين الوعي الصحي لدى المرضى ذوي الإعاقات.

### أنظمة التكنولوجيا
وفي السنوات الأخيرة، حصلت المؤسسة على تقدير لنظامها المتقدم للمعلومات السريرية والذي يتضمن سجل صحي إلكتروني شامل (يُعرف أيضاً بالسجل الطبي الإلكتروني ). فازت مستشفيات HHC العامة بجائزة نيكولاس إي ديفيز لاستخدام تكنولوجيا المعلومات السريرية. حصل رئيس HHC آلان أفيلس على جائزة إنجازات تكنولوجيا المعلومات للرئيس التنفيذي من جمعية أنظمة المعلومات والإدارة في الرعاية الصحية ومجلة الرعاية الصحية الحديثة لاستخدامه الرائد لتكنولوجيا المعلومات لتعزيز التميز في الرعاية الصحية. وقد حصلت شبكة الرعاية الصحية في شمال برونكس التابعة لمؤسسة HHC على جائزة المستشفيات والشبكات الصحية الأكثر اتصالاً بالشبكة لأربع سنوات متتالية لاستخدامها تكنولوجيا المعلومات في السلامة والجودة وخدمة العملاء وعمليات الأعمال وتدريب القوى العاملة.

## الحماية
شرطة الصحة والمستشفيات في مدينة نيويورك (NYHP) مسؤولة عن توفير خدمات الأمن في الموقع في 18 مستشفى وعيادة في مدينة نيويورك تديرها مؤسسة الصحة والمستشفيات في مدينة نيويورك. قدم ضباط الأمن الخاصون في مؤسسة الصحة والمستشفيات في مدينة نيويورك (HHC) خدمات الأمن في الموقع في المستشفيات المملوكة لمدينة نيويورك منذ أربعينيات القرن الماضي، عندما كانت تُعرف باسم أمن إدارة مستشفيات مدينة نيويورك. تأسست مؤسسة الصحة والمستشفيات في مدينة نيويورك (HHC) عام 1965 لتشغيل مستشفيات مدينة نيويورك العامة. وحتى عام 1973، كانت المستشفيات التي تديرها HHC تخضع لدوريات من ضباط أمن المستشفيات وضباط شرطة مدينة نيويورك.
يتمتع ضباط الأمن الخاصون في الصحة والمستشفيات بصلاحيات محدودة كضباط سلام فيما يتعلق بواجبات العمل الخاصة بموجب قانون الإجراءات الجنائية لولاية نيويورك § 2.10 (27). وتقتصر ممارسة هذه الصلاحيات على المنطقة الجغرافية التي يعمل بها الموظف، وأثناء تأدية عمله فعليًا فقط.

## روابط خارجية
- الموقع الرسمي
- The Fund For HHC
- HHC Art